# Arena

arena ロゴマーク

arena（アリーナ）は、世界的な水着ブランド及びその商品展開を行うドイツの企業。日本のビジネスパートナーであるデサントがアジア太平洋地域での事業展開権を与えられており、国際水泳連盟における水着承認では両社は別個に扱われている。

## 沿革

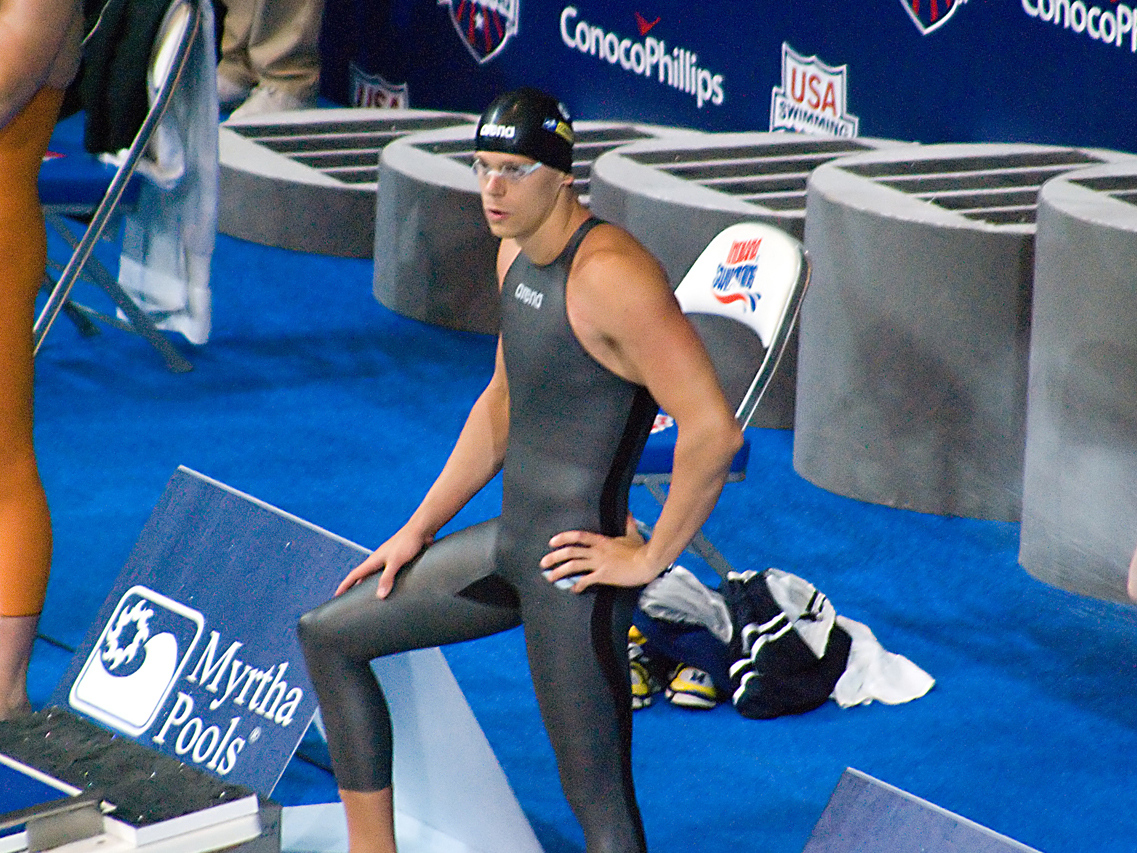
X-Glide

1973年、ドイツに本拠を構えるアディダス社の創始者の息子でフランス現地法人社長（当時）ホルスト・ダスラーにより設立された。前年のミュンヘンオリンピックでマーク・スピッツが7個の金メダルを全て世界新記録で取った現場を見て衝撃を受け、レース用水着のメーカーを立ち上げようと決意したとされる。会社スタート後初となるモントリオールオリンピックやその2年後のベルリン世界水泳ではそのスピッツらを擁した“チーム・アリーナ”で多くのメダルを獲得し、世界的に注目を集めることになった。
1980年代以降、「フライバック」「ストリーナ」「パワースキン」など、その時代における国際水連のルール改正に対応しながら、革新的な技術を次々と生み出していった。しかし後年になり、アディダス社自体が経営再建の過程において世界展開をより積極的に行うようになる中で水着に手を出すようになったことから、現在はアディダスグループから離れている。
デサントとの関係は、当時の親会社であったアディダスの日本におけるブランド使用権を取得していたことによるものであったが、1990年代後半になり、アディダス社が前述の世界展開の一環として自社の日本法人を立ち上げたことにより、デサントがブランド使用権を失った見返りとしてアジア太平洋11か国における事業展開権を与えられ、今日に至っている。デサントが企画・製造・販売している商品についてはブランド表記が「arena BY DESCENTE」と表記されることにより区別される。

## ブランドショップ
商品販売についてはスポーツ用品店やネット販売が殆どの国で基本とされるが、一部ブランドショップが展開される国もある。
日本もその一つであり、2018年の時点では東京、大阪、名古屋、福岡、札幌(デサントショップ)で展開されている。形態はデサントの直営だったり、地元スポーツ用品店との協業であったりと、まちまちである。

## 主な契約団体・選手

### arena ITALIA
- ノルウェー水泳連盟
- 南アフリカ水泳連盟
- ルーマニア水泳・近代五種連盟
- ポーランド水泳連盟
- ドイツ水泳連盟
- ハンガリー水泳連盟
- 全ロシア水泳連盟
- スウェーデン水泳連盟
- オーバーン大学
- レベッカ・ソニ
- サラ・ショーストレム
- セーザル・シエロ

### デサント

#### 現行
- 日本水泳連盟（オフィシャルサプライヤーの1社）
- 日本マスターズ水泳協会
- 中国国家体育総局（現地法人が競泳部門と締結）[6]
- 入江陵介（2024年現役引退）
- 本多灯
- 難波実夢
- 今井月（アシックスの水泳分野撤退に伴い移籍）[7]
- 成田実生
- 池本凪沙
- 寺門弦輝

#### 過去
- 北島康介（引退後は外部デザイナー契約。「+K arena by KOSUKE KITAJIMA」として展開していた）
- 立石諒
- 古賀淳也
- 柴田亜衣

## スポンサー
- 国際水泳連盟
- 欧州水泳連盟

## 補遺
デサントでは、日本向け商品の品番について長らく原則「英字3文字―算用数字4桁」という構成にしていた。
英字3文字については、商品種類・ターゲットなどに応じ「ARN」「FAR」「SAR」「FSA」を使い分け、算用数字の最初はその商品を最初に発売した西暦年の末尾を充て、残り3桁を個々の商品番号という形にしていた。
しかし、ブランド誕生から半世紀が経過したこともあり、番号が枯渇する事態になったことから、パリオリンピック・パラリンピック後に本格展開する2024年秋冬商品からこの品番規則を抜本的に改め、英字と算用数字の混合組み合わせとなった。一般的な9文字配列の場合、冒頭部の2文字は「AS」（Arena Swim）で固定、その次はその商品を最初に発売した西暦年の末尾、その次の5文字は個別品番として英字と数字の混合、末尾は英字で、「M」（Men）が男性用商品、「W」（Women）が女性用商品、「U」（Universal）が男女共通商品であることを示す。
出典：デサントジャパン「arena 2024秋冬電子カタログ」